# Ben Tromp
Ben Tromp (Amsterdam) is een voormalig Nederlands honkballer.
Tromp, een linkshandige eerste honkman, kwam in de jaren vijftig en zestig uit voor de toenmalige hoofdklassevereniging EHS. Tevens kwam hij van 1958 tot 1960 uit voor het Nederlands honkbalteam.